# 宁中镇
寧中镇是中华人民共和国广东省梅州市兴宁市下辖的一个乡镇级行政单位。，位於興寧中北部。全鎮總面積42平方公里，人口3萬5千多人。下轄23個行政村和1個居委會。

## 行政区划
宁中镇下辖以下地区：
宁中社区、竹一村、星民村、枫岭村、丝新村、丝光村、鸭桥村、古塘村、鹅一村、文一村、和一村、和新村、和山村、大茔村、石岭村、建民村、龙岗村、邹陶村、土坑村、蔗塘村、新塘村、凉新村、坪塘村和陂丰村。